# 禾津 - 下湯原バイパス
禾津 - 下湯原バイパス（いなつしもゆばらバイパス）は、岡山県真庭市を通る国道313号のバイパス道路である。

## 概要
岡山県真庭市禾津から旭川を迂回せずに同市下湯原までを結ぶ。
米子自動車道湯原ICから湯原温泉街へのアクセス向上などを目指し、岡山県が整備してきた。2005年（平成17年）7月11日全線開通（全線2車線＋片側歩道）。総延長3.5km。
地域高規格道路「北条湯原道路」として活用される。

### 路線データ
- 起点：岡山県真庭市禾津
- 終点：岡山県真庭市下湯原

## 歴史
- 1985年 - 事業着手
- 1993年 - 湯原IC付近部分供用
- 2005年 - 全区間供用

## 地理

### 通過する自治体
- 真庭市

### 交差する道路
- 湯原IC（米子自動車道）